# モナキア (小惑星)
モナキア (428 Monachia) は、小惑星帯に位置する典型的な小惑星で、フローラ族の軌道を回る。
ヴァルター・フィリガーが発見した唯一の小惑星で、発見地であるミュンヘンのラテン語名にちなんで名づけられた。